# Шандор Пал
Шандор Пал (мађ. Sándor Páll; Бачко Петрово Село, 15. фебруар 1954 — Нови Сад, 7. јул 2010) био је српски политичар, преводилац, књижевник, лектор и професор на Филозофском факултету у Новом Саду.
Шандор Пал је завршио гимназију у Старом Бечеју и Филозофски факултет у Новом Саду, у којима је био и предавач. Једно време је предавао на ЕЛТЕ факултету у Будимпешти, на катедри за славистику. Аутор је преко стопедесет студија и седам књига.
Као политичар био је председник Демократске заједнице војвођанских Мађара (ДЗВМ) и посланик у савезној и покрајинској Скупштини у више наврата.